# Asa Hassanowna Rachmanowa

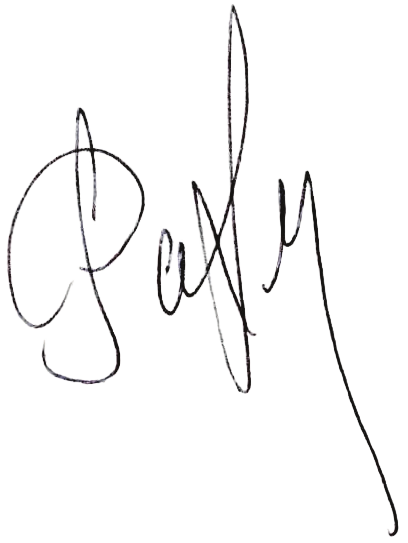
Unterschrift

Asa Hassanowna Rachmanowa (russisch Аза Гасановна Рахманова; * 17. September 1932 in Baku; † 18. November 2015 in St. Petersburg) war eine sowjetisch-russische Ärztin, Infektiologin, HIV-Expertin und Hochschullehrerin.

## Leben
Rachmanowas Vater Hassan Pascha ogly Rachmanow war Kommissar der Aserbaidschanischen Schützendivision, später Volkskommissar für Kultur Aserbaidschans, Chef der Politabteilung der Kaspischen Schifffahrtsgesellschaft und 1. Sekretär des Naxçıvan-Oblast-Komitees der KPdSU. Während des Großen Terrors wurde er 1937 verhaftet und starb drei Jahre später im Lager. Rachmanowas Mutter Chawwe-Chanum Rachmanowa war Ärztin, in den 1950er Jahren Cheftherapeutin der Oblast Semipalatinsk und schließlich Dozentin am Aserbaidschanischen Staatlichen Institut für Arztfortbildung bis zu ihrem Tod im Alter von 80 Jahren.
1941 zu Beginn des Deutsch-Sowjetischen Kriegs wurde Rachmanowas Familie in die Region Altai und dann nach Kasachstan deportiert. Den Schulbesuch schloss Rachmanowa in Semipalatinsk ab. Dort gehörten zu den Lehrern verbannte Professoren der Universität Moskau. Ihre Geschichtslehrerin war die verbannte Schriftstellerin Galina Iossifowna Serebrjakowa. Als Serebrjakowa erneut verhaftet wurde, gründete Rachmanowa in der Schule die Gesellschaft der jungen Kämpfer zur Verteidigung der Lehrerin. Das offene Buch von Weniamin Alexandrowitsch Kawerin weckte ihr Interesse an der Mikrobiologie.
1949 begann Rachmanowa das Studium am 1. Leningrader Pawlow-Medizin-Institut, das sie 1955 mit Auszeichnung abschloss. Sie hatte Nikolai Winogradow geheiratet und bekam 1955 ihre Toche Jelena. Im Anschluss an das Studium absolvierte sie die zweijährige klinische Ordinatur am Lehrstuhl für Infektionskrankheiten mit Arbeit im Filatow-Kinderkrankenhaus und im Städtischen Botkin-Krankenhaus Nr. 30 für Infektionskrankheiten.
Nach der Ordinatur kehrte Rachmanowa nach Kasachstan zurück und wurde 1958 Assistentin am Lehrstuhl für Infektionskrankheiten des Semipalatinsker Staatlichen Medizin-Instituts. Im Oktober 1959 konnte sie mit ihrer Mutter und ihren Schwestern aus der Verbannung nach Baku zurückkehren, wo sich Asis Alijew (Großvater des Präsidenten Aserbaidschans İlham Əliyev) und seine Frau Leila-Chanum um die Familie kümmerten. Rachmanowa arbeitete als Infektiologie-Ärztin im Bakuer Klinikverbund, bis sie 1961 die Aspirantur am Lehrstuhl für Infektionskrankheiten des Aserbaidschanischen Staatlichen Instituts für Arztfortbildung beginnen konnte. 1963 wurde sie Assistentin an diesem Lehrstuhl. 1965 verteidigte sie mit Erfolg ihre Kandidat-Dissertation über verschiedene Formen der Botkin-Krankheit.
1965 kehrte Rachmanowa nach Leningrad zurück, wo ihr Mann arbeitete. Sie begann sogleich als Laborantin am Lehrstuhl für Infektionskrankheiten des 1.  Leningrader Pawlow-Medizin-Instituts zu arbeiten und wurde dort noch im selben Jahr Assistentin Jewgenija Petrowna Schuwalowas. 1974 verteidigte sie mit Erfolg ihre Doktor-Dissertation über die Hepatische Enzephalopathie, worauf sie Dozentin am Lehrstuhl für Infektionskrankheiten wurde. 1982 wurde sie dort zur Professorin gewählt (förmliche Ernennung zwei Jahre später).
1986 wurde Rachmanowa Chefspezialistin für Infektionskrankheiten des Komitees für Gesundheitsschutz Leningrads. Im November desselben Jahres wechselte sie nach erfolgreichem Abschluss des Auswahlverfahrens an das Leningrader Staatliche Institut für Arztfortbildung (seit 1991 St. Petersburger Medizinische Akademie für Fortbildung (SPbMAPO)) und leitete den Lehrstuhl für Infektionskrankheiten. Unter ihrer Leitung wurde der Lehrstuhl das landesweit führende Zentrum für Probleme der HIV-Infektionen und der Virushepatitis. 1987 wurde sie Leiterin des AIDS-Verbands, der alle entsprechenden Einrichtungen in Leningrad und der Oblast Leningrad vereinigte, und gründete im Botkin-Krankenhaus ein HIV-Beratungskabinett sowie 1988 eine infektionschirurgische Abteilung. 1991 wirkte sie bei der Gründung des Russischen Zentrums für HIV-Infektionen in Ust-Ischora im Rajon Kolpino mit. 1997 wurde sie Mitglied der New York Academy of Sciences. 1998 wurde das selbständige St. Petersburger Zentrum für Prophylaxe und Kampf gegen AIDS und Infektionskrankheiten eingerichtet.
Ab Oktober 2000 hielt Rachmanowa als Professorin des Lehrstuhls für Infektionskrankheiten des SPbMAPO eine Vorlesung über AIDS-Labordiagnostik. Ab 2007 leitete sie die Vorlesung über HIV-Medizin des Lehrstuhls für Infektionskrankheiten und Epidemiologie der Staatlichen Universität Sankt Petersburg. 2008 wurde sie Vizechefärztin für Diagnostik und wissenschaftliche Arbeit des Zentrums für Prophylaxe und Kampf gegen AIDS und Infektionskrankheiten. 2013 wurde sie Professorin des Lehrstuhls für sozial bedeutsame Infektionskrankheiten.
Rachmanowas Tochter Jelena Nikolajewna Winogradowa wurde Medizinerin und setzte die Arbeit ihrer Mutter fort. Rachmanowa war in 2. Ehe verheiratet mit Jewgeni Alexandrowitsch Borissow, der in der Kaspischen Flottille diente. Rachmanowas Schwester Tamilla Hassanowna Nedoschiwina war Herausgeberin und Dichterin. Rachmanowas Onkel Hussein Pascha ogly Rachmanow und Ljatif Pascha ogly Rachmanow waren Opfer des Großen Terrors.

## Ehrungen
- Medaille „Veteran der Arbeit“[2]
- Beste des Gesundheitswesens der UdSSR (1986)
- Dank des Gesundheitsministeriums der Russischen Föderation (1992)
- Verdiente Wissenschaftlerin der Russischen Föderation (1998)[8]
- Ehrendoktorin der SPbMAPO (2002)
- Special Diploma der UNICEF (2008)
- Dank des Gouverneurs St. Petersburgs (2010)
- Medaille des Ordens für Verdienste um das Vaterland II. Klasse (2013)[9]
- Ehrenzeichen für Verdienste um St. Petersburg (2013)